# General MacArthur
General MacArthur è una municipalità di quinta classe delle Filippine, situata nella Provincia di Eastern Samar, nella Regione del Visayas Orientale.
General MacArthur è formata da 30 baranggay:
- Aguinaldo
- Alang-alang
- Binalay
- Calutan
- Camcuevas
- Domrog
- Laurel
- Limbujan
- Macapagal
- Magsaysay
- Osmeña
- Pingan
- Poblacion Barangay 1
- Poblacion Barangay 2
- Poblacion Barangay 3

- Poblacion Barangay 4
- Poblacion Barangay 5
- Poblacion Barangay 6
- Poblacion Barangay 7
- Poblacion Barangay 8
- Quezon
- Quirino
- Roxas
- San Isidro
- San Roque
- Santa Cruz (Opong)
- Santa Fe
- Tandang Sora
- Tugop
- Vigan